# 早水小夜子
早水小夜子（はやみさよこ）は劇団四季所属のミュージカル女優である。宮崎県出身。旧芸名は「金井小夜子」。
劇団四季に入団する以前は音楽教師をしていた。
『キャッツ』のグリザベラ、『夢から醒めた夢』のマコの母、『マンマ・ミーア!』のドナ・シェリダンなどを演じている。

## 主な出演作品
- キャッツ （グリザベラ）
- マンマ・ミーア!（ドナ・シェリダン）
- 美女と野獣（ミセス・ポット）
- オペラ座の怪人　（カルロッタ・ジュディチェルリ、マダム・ジリー）
- 夢から醒めた夢（マコの母）
- 青い鳥（母親チル/母の愛/祖母）
- オンディーヌ（サランボー/下女）
- ソング＆ダンスⅠ、Ⅱ、Ⅲ （女性シンガー）
- 劇団四季 ソング&ダンス55ステップス（女性シンガー）